# Oodescelis lii
Oodescelis lii is een keversoort uit de familie zwartlijven (Tenebrionidae). De wetenschappelijke naam van de soort werd voor het eerst geldig gepubliceerd in 2019 door Bai en Ren.